# Visual Memory Simulator
Visual Memory Simulator — эмулятор карты памяти Visual Memory Unit игровой приставки Sega Dreamcast, созданный поляком Deunan Knute, который также является автором Makaron — эмулятора Dreamcast. Для работы эмулятору требуется 64-килобайтный дамп ПЗУ Visual Memory Unit. Поскольку проект находится в бета-версии, список настроек эмулятора находится в нерабочем состоянии. От предшественника эмулятор отличается лучшей совместимостью и поддержкой сейв-стейтов, что позволяет сохранять текущее состояние эмулируемой игры. Visual Memory Simulator также интегрирован в MakaronEX — GUI для эмулятора Makaron от русских разработчиков. На данный момент, не считая DirectVMS, это единственный существующий рабочий эмулятор Visual Memory Unit под ОС семейства Microsoft Windows, но он, в отличие от предшественника, не запустится без образа ПЗУ.